# Strauss Serpent
Strauss Serpent, de son vrai nom Mpandou Joress, est un artiste, danseur et contorsionniste originaire de la République du Congo. Natif de Pointe-Noire, il est vainqueur de L'Afrique a un incroyable talent en 2017.

## Biographie

### Enfance et débuts
Strauss Serpent décide de devenir contorsionniste en 2011 dans son pays natal, le Congo. En plus des figures complexes qu'il effectue avec son corps, il s'inspire également d'une danse appelée le popping. Il fait l'objet de moqueries et est chassé de la maison familiale. Il déclare avoir effectué 14 jours de marche dans la forêt pour rejoindre et s'installer au Cameroun, afin de mieux vivre de son art. Il y trouve la reconnaissance qu'il était venu chercher en s'inscrivant aux présélections du Cameroun en 2017 pour la compétition L'Afrique a un incroyable talent, qu'il remporte en Côte d'Ivoire avec pour récompense la somme de 10 millions de francs CFA.

### Carrière
Strauss Serpent se fait repérer par le réalisateur Gaspar Noé qui recherchait des danseurs talentueux pour son long métrage Climax. Non sans difficultés, Strauss Serpent parvient à rejoindre la France et fait sa première apparition dans le cinéma à travers ce film, qui sort le 19 septembre 2018. Il y joue aux côtés de Sofia Boutella, Romain Guillermic et Souheila Yacoub. Il s'inscrit en août 2018 au casting de La France a un incroyable talent. Le 30 octobre 2018, il participe à l'émission sur la chaîne de télévision M6 et effectue une prestation qui l'envoie directement en finale grâce à un golden buzz du juré Éric Antoine,. Il représente l'Afrique le 6 janvier 2020 lors d'America's Got Talent - The Champions dans la ville de Los Angeles aux États-Unis.

## Prix et distinctions
- Vainqueur de L'Afrique a un incroyable talent (2017)[11]
- Finaliste (Golden Buzz) de La France a un incroyable talent (2018)[12],[13],[14]

## Filmographie
- Climax (2018)[15],[16],[17]